# گاو سیاه نوروی
گاو سیاه نوروی یک افسانه اسکاتلندی است که نسخه‌ای از آن با عنوان "گاو سیاه نوروی" در ویرایش سال ۱۸۷۰ کتاب «اشعار محبوب اسکاتلند» منتشر شد و بعدها توسط جوزف جیکوبز در سال ۱۸۹۴ در کتاب «افسانه‌های بیشتر انگلیسی» به زبان انگلیسی بازنویسی شد. این داستان در کتاب‌هایی چون «کتاب آبی افسانه‌ها» اثر اندرو لنگ، «افسانه‌های انگلیسی» اثر فلورا آنی استیل، و «افسانه‌های فولکلور اسکاتلند» اثر روث منینگ-ساندرز آمده است. جی. آر. آر. تالکین نیز در مقالهٔ معروف خود «دربارهٔ داستان‌های پریان» به آن اشاره کرده است.
این داستان در ردهٔ داستان‌های فولکلور جهانی با شماره ATU 425A قرار دارد که به عنوان «حیوان (هیولا) به عنوان داماد» شناخته می‌شود. در این نوع داستان‌ها، دختری انسانی با شاهزاده‌ای ازدواج می‌کند که به شکلی حیوانی نفرین شده است.

## خلاصه داستان
سه دختر یک زن لباس‌شور به ترتیب به دنبال یافتن بخت خود راهی سفر می‌شوند. مادرشان برایشان غذا تهیه می‌کند و آن‌ها هرکدام به خانهٔ یک جادوگر می‌روند تا راهنمایی بگیرند. روز اول، دختر بزرگ‌تر یک کالسکه شش‌اسب می‌بیند و با آن می‌رود. روز دوم، دختر دوم یک کالسکه چهاراسب می‌بیند و با آن می‌رود. روز سوم، دختر کوچک‌تر تنها یک گاو سیاه بزرگ می‌بیند. جادوگر به او می‌گوید که باید با این گاو همراه شود.
دختر از گاو می‌ترسد، اما گاو بسیار مهربان و آرام است. هنگامی که گرسنه می‌شود، گاو به او می‌گوید از گوش راستش غذا بخورد و از گوش چپش بنوشد. شب اول، آن‌ها در قلعه‌ای اقامت می‌کنند که متعلق به برادر بزرگ‌تر گاو است. صاحب‌خانه به او یک سیب زیبا می‌دهد و می‌گوید تنها در اولین نیاز شدید زندگی‌اش از آن استفاده کند. شب دوم، در قلعهٔ برادر دوم، یک گلابی زیبا به عنوان هدیه دریافت می‌کند و برای دومین نیاز بزرگ زندگی‌اش نگه می‌دارد. شب سوم، در قلعهٔ برادر سوم، یک آلو زیبا می‌گیرد برای سومین نیاز.
سرانجام، آن‌ها به دره‌ای از جنس شیشه می‌رسند. گاو می‌گوید: «تو باید اینجا بمانی و حتی ذره‌ای جابه‌جا نشوی، وگرنه دیگر مرا نخواهی دید». گاو می‌گوید باید با شیطانِ دره بجنگد و اگر آسمان آبی شد، یعنی پیروز شده؛ اگر قرمز شد، شکست خورده است. آسمان آبی می‌شود و دختر از خوشحالی کمی تکان می‌خورد. وقتی گاو برمی‌گردد، دیگر نمی‌تواند او را پیدا کند.
دختر در درهٔ شیشه‌ای سرگردان می‌شود تا اینکه به آهنگری می‌رسد. آهنگر به او می‌گوید اگر هفت سال برایش کار کند، کفش آهنی می‌سازد تا بتواند از دره بالا برود. بعد از هفت سال، کفش را ساخته و به پایش می‌کوبد. با آن کفش‌ها از دره بیرون می‌رود.
او به خانهٔ همان جادوگر بازمی‌گردد. جادوگر به او می‌گوید اگر بتواند پیراهن‌های خونی شوالیه‌ای را که در آنجا اقامت دارد بشوید، همسرش خواهد شد. دختر فقط با یک بار تماس با صابون، لکه‌ها را پاک می‌کند و پایش نیز شفا می‌یابد. اما جادوگر پیراهن‌ها را به شوالیه می‌دهد و وانمود می‌کند که دختر خودش آن‌ها را شسته است، و قرار می‌شود دختر جادوگر با شوالیه ازدواج کند.
دختر واقعی که درمانده شده، می‌داند اکنون در اولین نیاز بزرگ زندگی‌اش است. سیب را باز می‌کند و درونش جواهراتی گران‌بها پیدا می‌کند. آن‌ها را به دختر جادوگر می‌دهد تا اجازه دهد شب کنار اتاق شوالیه آواز بخواند. دختر جادوگر نوشیدنی خواب‌آور به شوالیه می‌دهد و دختر نمی‌تواند او را بیدار کند. او با آواز می‌خواند:
«هفت سال تمام برایت خدمت کردم، :از تپهٔ شیشه‌ای بالا رفتم، :لباس‌های خونینت را شستم؛ :و باز هم بیدار نمی‌شوی؟»
شب دوم، گلابی را باز می‌کند و جواهراتی گران‌بهاتر پیدا می‌کند. اما نتیجه مثل شب قبل است. شب سوم، آلو را باز می‌کند و گران‌بهاترین جواهرات را به دست می‌آورد. اما این‌بار شوالیه نوشیدنی را به‌طور تصادفی می‌ریزد و وقتی دختر آواز می‌خواند، بیدار می‌شود و حقیقت را درمی‌یابد.
شوالیه که همان گاو سیاه بوده، دختر واقعی را به همسری می‌گیرد و جادوگر و دخترش را می‌سوزاند. آن‌ها با شادی تا پایان عمر زندگی می‌کنند.

## تحلیل
این داستان در دسته‌بندی بین‌المللی افسانه‌ها با شماره ATU 425A قرار دارد. ویژگی اصلی این نوع داستان، ازدواج دختر با دامادی در شکل حیوانی، و جستجوی بعدی او برای یافتن شوهرش پس از شکستن یک ممنوعیت است.